# PostScriptum (Musikgruppe)
PostScriptum ist eine Pop/Rock-Band aus Norwegen.

## Bandgeschichte
2004 gewann Petter Kjus Skippervold bei einem Newcomer-Radiowettbewerb die Teilnahme an dem Club-Festival By:Larm, einer Art South by Southwest in Norwegen. Für diesen Auftritt brauchte er allerdings eine Band. Über den Gitarristen Knut Bjornar Asphol stieß der Bassist Arnfinn Stautland zur Band. Später kam 
der Schlagzeuger Stig Vaernes hinzu. Auf dem Hinflug zum Festival trat die Band im Flugzeug auf.
Nach dem erfolgreichen Konzert auf dem By:Larm spielten sie auf einigen weiteren Festivals sowie auf einer Tournee durch Norwegen. Mit der Single One Day kamen sie in die norwegischen Top 20.
Im August 2008 traten sie in Uelzen im Rahmen eines Mini-Festivals der Band Die Ärzte im Vorprogramm auf. Dazu folgten im Mai und November 2008 mehrere Auftritte in Deutschland.

## Diskografie
- 2005: One Day (Single)
- 2006: Garbage Man
- 2007: When you leave me
- 2007: Prophet:Deny (Album)
- 2014: Mariam (Album)